# Podul Tumski

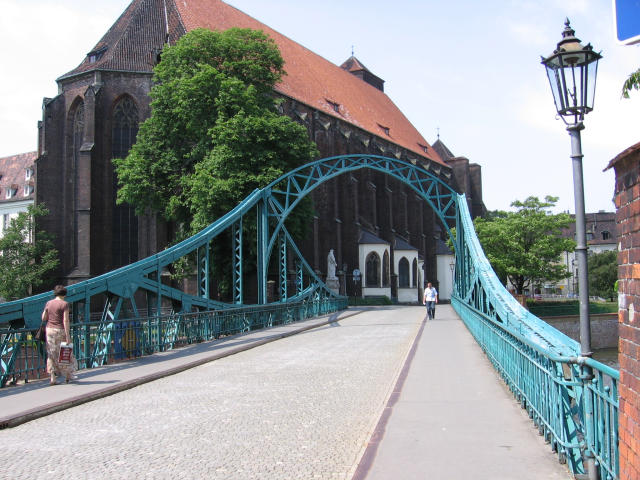
Podul Tumski din Wrocław

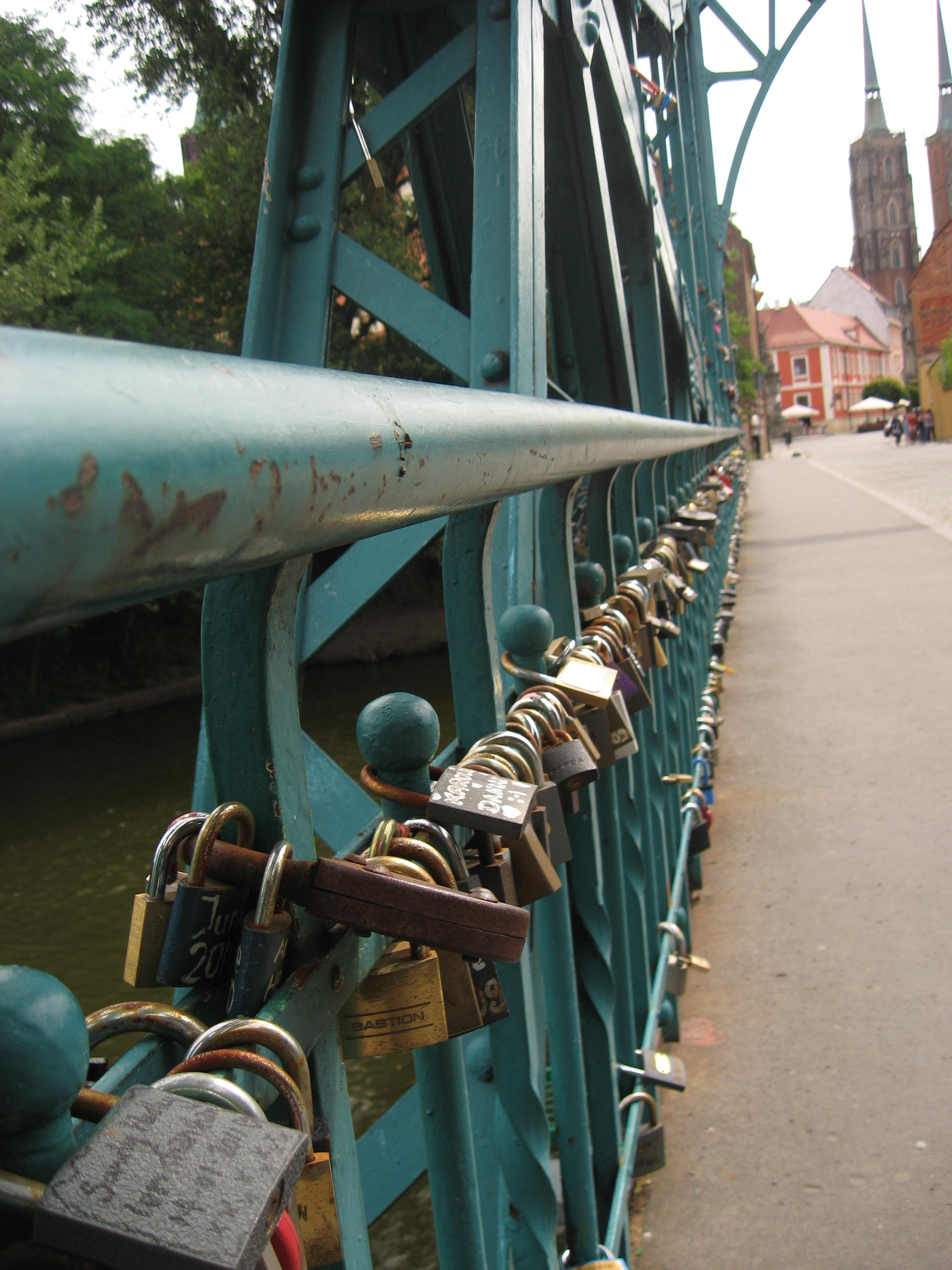
Lacăte pe Podul Tumski

Podul Tumski este un pod de oțel situat în Wrocław, Polonia, care traversează râul Oder.
Podul a fost construit în 1889, înlocuind vechiul pod de lemn. În trecut, podul era deschis traficului vehiculelor, dar în prezent este unul pietonal. Podul Tumski este numit, de asemenea, Podul îndrăgostiților pentru că tinerii căsătoriți atârnă lacăte, care semnifică sentimentele lor profunde, iar cheile acestor lacăte le aruncă apoi de pe pod în râu. Un pod asemănător este Podul Isabel II peste râul Guadalquivir din Sevilia, Spania.
Primul pod din lemn pe aceste locuri a fost construit în secolul al XII-lea și a funcționat până la mijlocul secolului al XIX-lea, după care a fost înlocuit cu un pod modern de oțel.
Podul actual are o lungime de aproape 53 de metri și o lățime de 6,8 metri. Inaugurarea podului a avut loc în prezența autorităților orașului și primarului Ferdinand Fridensburg.
În 1893 pe pod au fost amplasate sculpturi de Gustav Grunenberg: Sf. Ioan Botezătorul și Sf. Jadwiga. Podul era iluminat de lămpi cu gaz, care pot fi văzute și în prezent. În 1945 a fost realizată prima reparație majoră, necesară după asediul cetății Breslau.
În octombrie 1976, podul Tumski a fost înregistrat în Registrul Monumentelor Istorice din Polonia. În prezent, podul nu este doar o atracție turistică, ci și un loc preferat al tinerilor din oraș.